# Torrubia de Soria
Torrubia de Soria è un comune spagnolo di 94 abitanti situato nella comunità autonoma di Castiglia e León.